# Curseur (base de données)
Pour les articles homonymes, voir curseur.
Un curseur est une structure de données d'un langage de requête de base de données relationnelle, consistant en un pointeur de données permettant d'effectuer des calculs de variables à travers plusieurs enregistrements.
Il introduit un itérateur, qui peut effectuer des opérations, par exemple : ne traiter qu'une ligne sur deux lors de son parcours.

## Principe
L'utilisation consiste à :
1. Déclarer le curseur définissant le jeu d'enregistrement (DECLARE).
2. Ouvrir le curseur pour établir le jeu d'enregistrement (OPEN).
3. Récupérer les données des variables locales (FETCH).
4. Fermer le curseur (CLOSE).

Un curseur par défaut traite les données ligne par ligne, mais un curseur scroll n'est pas limité et peut tenir compte des lignes précédentes. En effet ce dernier peut faire appel à des données de façon absolue, à partir du début des enregistrements (FETCH ABSOLUTE), ou relativement à sa position (FETCH RELATIVE).
De plus, un curseur peut être SENSITIVE ou INSENSITIVE si on veut qu'il puisse modifier les enregistrements qu'il contient, ou pas.
Enfin, un curseur peut être déclaré WITH HOLD pour éviter qu'il ne soit fermé par une transaction informatique.
Par ailleurs, un curseur peut être utilisé dans une clause WHERE avec la syntaxe :
```
 
UPDATE
 
table1

 
SET
    
champ1
 
=
 
0

 
WHERE
  
CURRENT
 
OF
 
curseur1

```

## Exemples

### XQuery
On utilise la fonction subsequence() :
```
let $displayed-sequence := subsequence($result, $start, $item-count)
```

### MySQL
```
DELIMITER
 
$$

CREATE
 
PROCEDURE
 
curseur1
()

BEGIN

    
DECLARE
 
resultat
 
varchar
(
100
)
 
DEFAULT
 
""
;

    
DECLARE
 
c1
 
CURSOR
 
FOR

    	
SELECT
 
page_title

    	
FROM
 
wiki1
.
wiki1_page

    	
WHERE
 
page_namespace
 
=
 
0
;

    
OPEN
 
c1
;

    
FETCH
 
c1
 
INTO
 
resultat
;

    
CLOSE
 
c1
;

    
SELECT
 
resultat
;

END
;
$$

DELIMITER
 
;

```

### MsSQL
```
USE
 
Base1

declare
 
@
Nom
 
varchar
(
20
)

DECLARE
 
curseur1
 
CURSOR
 
FOR
 
SELECT
 
Prenom
 
FROM
 
Table1

OPEN
 
curseur1

/* Premier enregistrement de la sélection */

FETCH
 
NEXT
 
FROM
 
curseur1
 
into
 
@
Nom

print
 
'Salut '
 
+
 
@
Nom

/* Traitement de tous les autres enregistrements dans une boucle */

while
 
@@
FETCH_STATUS
 
=
 
0

  
begin

    
FETCH
 
NEXT
 
FROM
 
curseur1
 
into
 
@
Nom

    
print
 
'Salut '
 
+
 
@
Nom

  
end

CLOSE
 
curseur1
;

DEALLOCATE
 
curseur1
;

```